# Радебург
Радебург (нем. Radeburg) — город в Германии, в земле Саксония. Подчинён земельной дирекции Дрезден. Входит в состав района Мейсен.  Население составляет 7650 человек (на 31 декабря 2010 года). Занимает площадь 54,00 км². Официальный код  —  14 2 80 320.
Город подразделяется на 9 городских районов.

## Ссылки

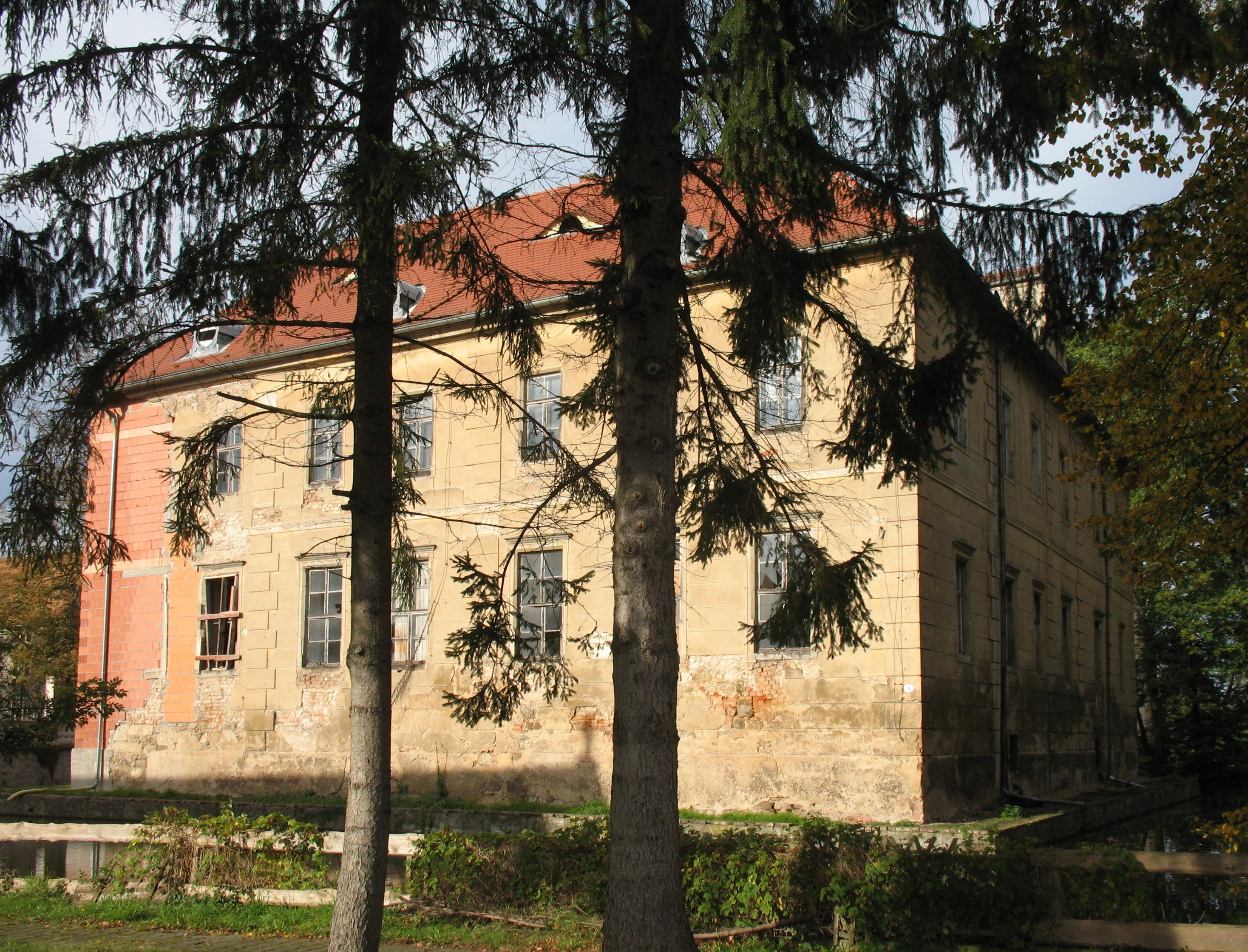

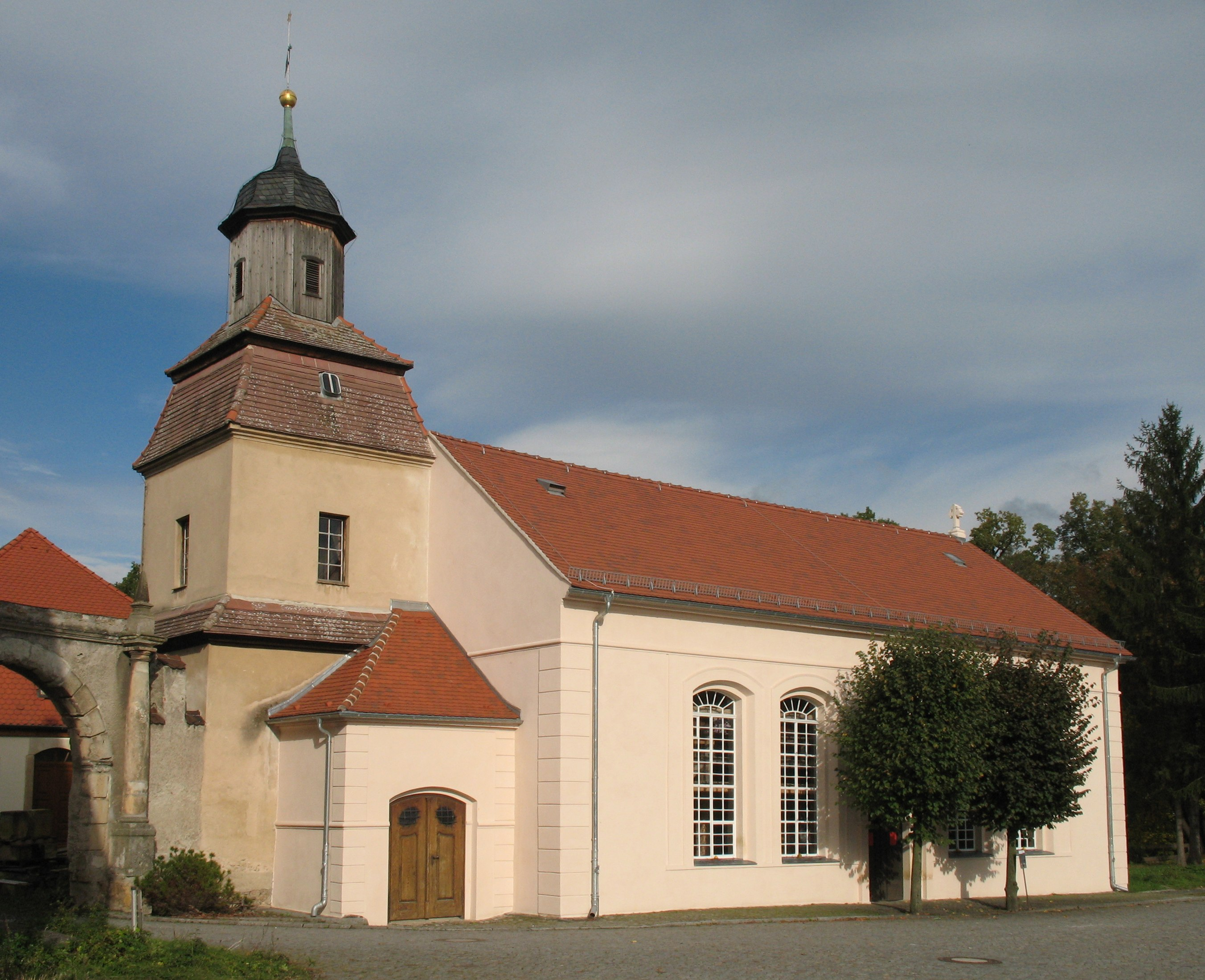